# Hilaire Bertinchamps
Hilaire Bertinchamps (Wanfercée-Baulet, 27 februari 1895 - Tamines, 16 mei 1973) was een Belgisch senator en burgemeester.

## Levensloop
Na zijn lager onderwijs ging Bertinchamps op zijn twaalfde aan de slag in de koperfabriek Baudhuin in Lambusart en werd hij in 1910 chauffeur-mecanicien in het station van Charleroi-Noord. Tussen 1913 en 1916 volgde hij avondlessen elektriciteit aan de industriële school in Tamines en in 1918 werd hij als elektricien tewerkgesteld in het spoorwegdepot in Montignies-sur-Sambre, een beroep dat hij later ook zou uitoefenen in de steenkoolmijnen in Farciennes in de provincie Henegouwen en in Moignelée in de provincie Namen. In 1950 werd hij na een arbeidsongeval op pensioen gestuurd.
Bertinchamps was geboeid door de economische en sociale problemen in de maatschappij en volgde lessen die hem een politieke en economische vorming bezorgden. Hij werd actief in de christelijke arbeidersbeweging en was voorzitter van de Federatie van Christelijke Vakbonden in het arrondissement Namen en van de Christelijke Mutualiteit van Tamines. Op politiek vlak werd hij lid van het Katholiek Blok, die in 1945 herdoopt werd tot CVP-PSC. 
In 1938 werd hij verkozen tot gemeenteraadslid van Tamines, waar hij van 1939 tot 1947 schepen van Openbare Werken en van 1947 tot 1965 burgemeester was. Tamines is thans een deelgemeente van Sambreville.
Van 1958 tot 1965 was Bertinchamps bovendien voor de PSC provinciaal senator voor de provincie Namen. In de Senaat was hij lid van de commissies Arbeid, Sociale Voorzorg en Openbaar Ambt. Hij sloot zijn politieke carrière af als provincieraadslid van Namen, hetgeen hij was van 1965 tot 1968.
In Tamines is er een Rue Hilaire Bertinchamps.